# León Klimovsky
León Klimovsky Dulfano (Buenos Aires, 16 ottobre 1906 – Madrid, 8 aprile 1996) è stato un regista cinematografico, sceneggiatore e attore argentino.

## Biografia
Diplomato in odontoiatria, lavorò per 15 anni come dentista, ma la sua vera passione fu sempre il cinema. Tra i pionieri del cinema nel suo paese, nel 1929 fondò il primo cineclub argentino e in seguito finanziò la prima sala cinematografica destinata a proiettare 'film d'arte'.
Dopo aver preso parte come sceneggiatore e assistente alla regia a Se abre el abismo (1944), girò il suo primo film, un adattamento del Giocatore di Dostoevskij. A questa prima fase della sua produzione appartengono anche gli adattamenti del Conte di Montecristo di Alexandre Dumas e de Il tunnel di Ernesto Sabato.
A metà degli anni sessanta Klimovsky si trasferì in Spagna, dove si cimentò nei generi più disparati, dagli spaghetti western ai cosiddetti film di exploitation, girando in Messico, Italia ed Egitto. Tuttavia è ricordato soprattutto per il suo contributo al cinema horror spagnolo, genere a cui si dedicò a partire dagli anni settanta (La noche de Walpurgis) è del 1971, spesso lavorando con Paul Naschy.
Klimovsky ha dichiarato di aver sempre sognato di realizzare grandi film d'avanguardia e di aver finito invece per girare film commerciali, sia pure senza rimorso.
È morto a Madrid in seguito ad un attacco cardiaco.
Era cugino del matematico e filosofo argentino Gregorio Klimovsky. Sposò Inés de Tolosa, che recitò in alcuni dei suoi primi film.

## Riconoscimenti
Il film Marihuana prese parte all'edizione del 1951 del Festival di Cannes.
- Festival di San Sebastián
  - 1959 Miglior film spagnolo Salto a la gloria

- Asociación de Directores de España
  - 1995 Premio alla carriera

## Filmografia parziale
- El jugador (1947)
- Se llamaba Carlos Gardel (1949)
- La guitarra de Gardel (1949)
- Marihuana (1950)
- La vida color de rosa (1951)
- Suburbio (1951)
- El pendiente (1951)
- El túnel (1952)
- La Parda Flora (1952)
- L'isola della vendetta (El conde de Montecristo) (1953)
- Maleficio, episodio di Tres citas con el destino (1954)
- La sfida di capitan Rob El juramento de Lagardere (1955)
- El tren expreso (1955)
- La pícara molinera (1955)
- Gli amanti del deserto (Los amantes del desierto) (1956)
- Miedo (1956)
- Viaje de novios (1956)
- Un indiano en Moratilla (1958)
- Llegaron los franceses (1959)
- Salto a la gloria (1959)
- S.O.S., abuelita (1959)
- Gharam fi sahraa (1960)
- Un bruto para Patricia (1960)
- El hombre que perdió el tren (1960)
- Ama Rosa (1960)
- La paz empieza nunca (1960)
- Un tipo de sangre (1960)
- La danza de la fortuna (1961)
- Torrejón City (1962)
- Todos eran culpables (1962)
- Horizontes de luz (1962)
- Escuela de seductoras (1962)
- Los siete bravísimos (1964)
- Ella y el miedo (1964)
- Alle frontiere del Texas (Fuera de la ley) (1964)
- Escala en Tenerife (1964)
- Aquella joven de blanco (1965)
- La colina de los pequeños diablos (1965)
- Dos mil dólares por Coyote (1966)
- Django... cacciatore di taglie (1966)
- El bordón y la estrella (1966)
- Pochi dollari per Django (1966)
- A Ghentar si muore facile (1967)
- L'uomo venuto per uccidere (Un hombre vino a matar) (1967)
- Una chica para dos  (1968)
- Giugno '44 - Sbarcheremo in Normandia (1968)
- L'urlo dei giganti (1969)
- Quel maledetto ponte sull'Elba (No me importa morir) (1969)
- ...E intorno a lui fu morte (Pagó cara su muerte) (1969)
- Quinto: non ammazzare (1970)
- La sfida dei MacKenna (1970)
- Los hombres las prefieren viudas (1970)
- Le messe nere della contessa Dracula (1971)
- Quello sporco disertore (El hombre que vino del odio) (1971)
- Reverendo Colt (1971)
- Su le mani, cadavere! Sei in arresto (1971)
- L'ultimo vampiro (La saga de los Drácula) (1972)
- La casa de las Chivas (1972)
- Dr. Jekyll y el Hombre Lobo (1972)
- La orgía nocturna de los vampiros (1973)
- La vendetta dei morti viventi (La rebelión de las muertas) (1973)
- El talón de Aquiles (1974)
- Odio a mi cuerpo (1974)
- El mariscal del infierno (1974)
- Il giustiziere sfida la polizia (Una libélula para cada muerto) (1974)
- Mean Mother, regia di Al Adamson (1974)
- Muerte de un quinqui (1975)
- Tres días de noviembre (1976)
- Secuestro (1976)
- Gritos a medianoche (1976)
- Último deseo (1976)
- ¿Y ahora qué, señor fiscal? (1977)
- El transexual (1977)
- El extraño amor de los vampiros (1977)
- Laverna (1978)
- La doble historia del Dr. Valmy (1978)
- Violación fatal (1978)
- La barraca - miniserie TV (1979)